# Östergraninge
Östergraninge är en ort i Graninge socken, Sollefteå kommun, vid länsväg 331, längs Graningesjön östra stand. 
1995 avgränsades en småort i orten. 2000 hade folkmängden minskat och småorten upplöstes.